# Vajazzle

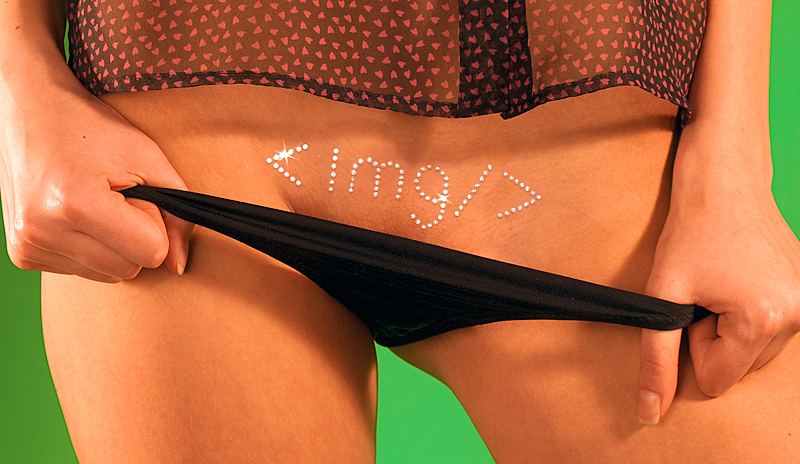
Un vajazzle che riproduce un tag HTML

Un vajazzle (chiamato anche vagazzle) è una forma di decorazione genitale, costituita dall'applicazione di decorazioni di cristallo sul monte di Venere o pube, depilato.

## Descrizione

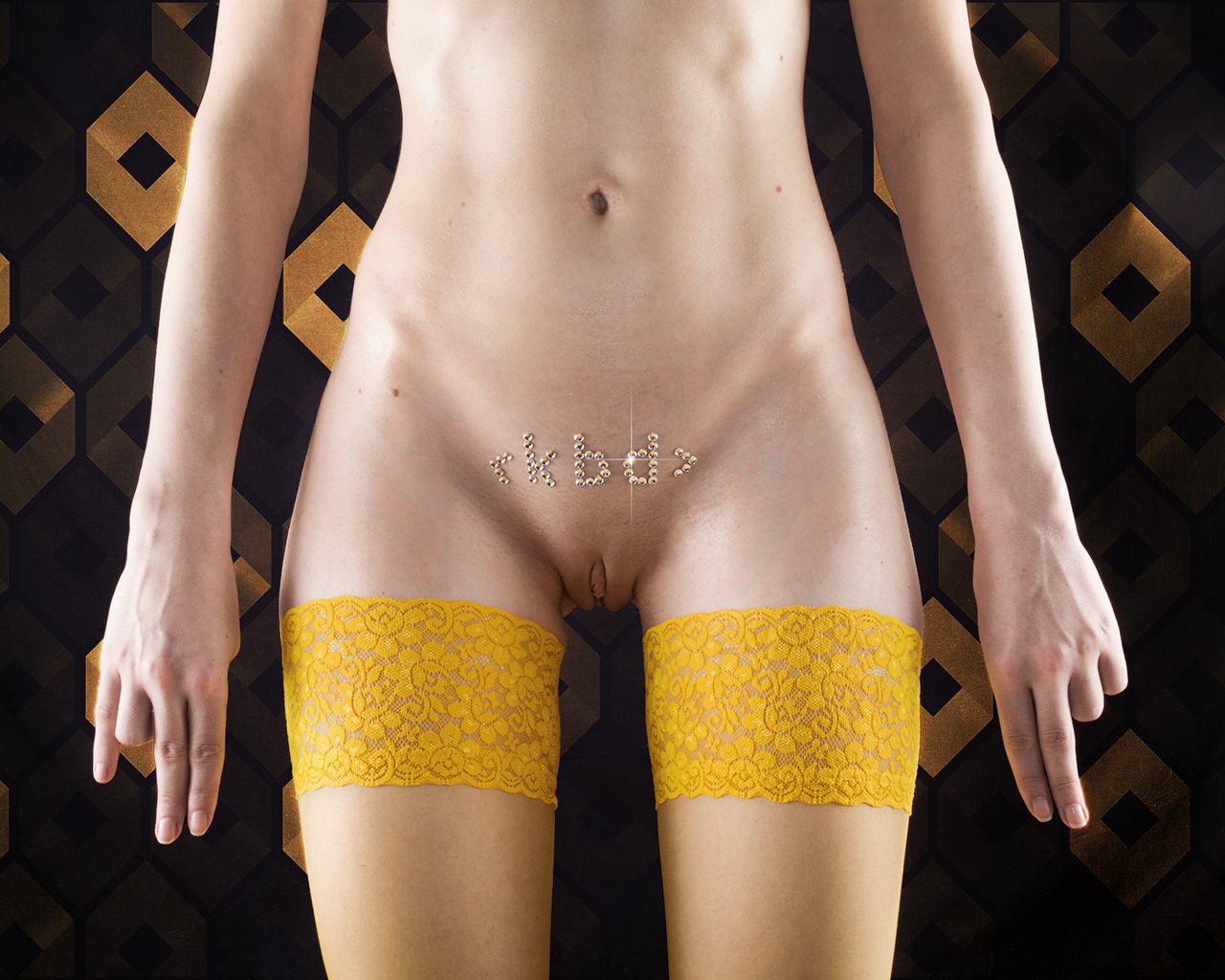
Vajazzle con la scritta "" (Keyboard Imput)

Il processo è noto come vajazzling, una parola macedonia formata dai termini in lingua inglese vajayjay (un eufemismo di vagina) e bedazzle (lett. "abbagliare"). Il fenomeno è stato reso popolare dall'attrice Jennifer Love Hewitt, che ha dedicato un capitolo del suo libro The Day I Shot Cupid al vajazzling. Durante un'intervista promozionale al Lopez Tonight, un talk show statunitense, nel gennaio 2010, lei incoraggiò le donne del suo pubblico "to vajazzle their vajayjays". Vajazzle divenne la parola più cercata su Google del giorno seguente. Nel Regno Unito il concetto fu reso popolare quando l'estetista Amy Childs comparve nello show televisivo The Only Way Is Essex nel 2010.
Il vajazzling viene tipicamente eseguito nei saloni di bellezza. Inizialmente tutti i peli pubici vengono rimossi dal monte di Venere, tipicamente tramite ceretta, dopodiché vengono incollati sulla zona strass, cristalli Swarovski o gemme. Il risultato può durare fino a sette giorni. Lo scopo del vajazzling è estetico.

## Effetti e possibili complicazioni
Non ci sono benefici in termini di piacere sessuale. Lividi o tagli possono verificarsi a causa dei cristalli durante i rapporti sessuali. Se la colla viene applicata troppo presto dopo la depilazione pubica, può causare una reazione allergica o un'infezione batterica. Il vajazzling può aumentare il rischio di infezioni se non rimosso correttamente.